# جولي دولينج (منافسة ألعاب القوى)
جولي دولينج (بالإنجليزية: Julie Dowling)‏ هي منافسة ألعاب القوى أسترالية، ولدت في 7 ديسمبر 1959.